# Crocidura tenuis
Crocidura tenuis es una especie de musaraña de la familia Soricidae.

## Distribución geográfica
Es endémica de la isla de Timor.